# ییرژی بردچکا
ییرژی بردچکا (چکی: Jiří Brdečka؛ ۲۴ دسامبر ۱۹۱۷ – ۲ ژوئن ۱۹۸۲) روزنامه‌نگار، فیلم‌نامه‌نویس، رمان‌نویس، هجونویس، کارتونیست، طراح، پویانما و کارگردان فیلم اهل چکسلواکی بود.
از فیلم‌ها یا مجموعه‌های تلویزیونی که وی در آن‌ها نقش داشته است می‌توان به آدلا هنوز شام نخورده اشاره نمود.